# Whatever You Want
Whatever You Want er en single/sang indspillet af den britiske rockgruppe Status Quo i 1979. Sangen er en af bandets mest kendte og er skrevet af guitaristen Rick Parfitt sammen med pianisten Andrew Bown. Sangen var med på albummet Whatever You Want, som også blev udgivet i 1979.
B-siden af singlen hedder "Hard Ride" og er skrevet af bassisten Alan Lancaster sammen med Mick Green. Lancaster var også vokalist for denne sang.

## Covers
Sangen findes på dansk som "Hva' Ve' Du Ha'?" med Bamses Venner og på svensk som "Va Ä Dä Ni Vill" med Pistvakt.